# Nodiko Tatishvili
Nodiko Tatishvili (in lingua georgiana: ნოდიკო ტატიშვილი; Tbilisi, 5 novembre 1986) è un cantante georgiano.
Ha rappresentato la Georgia all'Eurovision Song Contest 2013 con il brano Waterfall, in duetto con Sopho Gelovani.

## Biografia
Nato nella capitale georgiana, Nodiko Tatishvili si è diplomato ad una scuola musicale e ha poi frequentato l'Università Tecnica della Georgia. Nel 2009 ha vinto il talent show televisivo Geostar, e nel 2011 ha pubblicato il suo album di debutto I Am Georgian.
Alla fine del 2012 è stato selezionato internamente dall'ente radiotelevisivo nazionale GPB per rappresentare il suo paese all'Eurovision Song Contest 2013. La sua canzone, Waterfall, un duetto con Sopho Gelovani, è uscita il successivo 27 febbraio. Dopo essersi qualificati dalla semifinale eurovisiva, Nodiko e Sopho hanno cantato nella finale del 18 maggio, dove si sono piazzati al 15º posto su 26 partecipanti con 50 punti totalizzati.

## Discografia

### Album in studio
- 2011 – I Am Georgian

### Singoli
- 2013 – Waterfall (con Sopho Gelovani)